# Calliostoma annulatum
Espèce
Calliostoma annulatum est une espèce de mollusques gastéropodes marins. Elle prolifère sur les stipes et frondes d'algues de la côte ouest de l'Amérique du Nord.

## Historique
De même que Calliostoma ligatum et Calliostoma canaliculatum, Calliostoma annulatum fut découverte  par James Cook. C'est l'une des premières espèces de mollusques de la côte du Pacifique de l'Amérique du Nord à être nommée. Elle a été décrite par John Lightfoot en 1786. 

## Description
L'animal est un escargot marin omnivore muni de branchies. 
La coquille, pouvant mesurer jusqu'à 30 mm de long, est dressée verticalement au-dessus de la région céphalo-pédieuse. Elle est conique et spiralée, sans nœuds sur la columelle. Elle comporte généralement 8 verticilles aplatis. L'ouverture rhomboïdale est oblique, cannelée à l'intérieur et possède un opercule. Il n'y a pas d'ombilic.  
Les tours en spirale ont des crêtes perlées et brunes sur un fond jaune crème. La crête la plus antérieure de chaque tour est violette ou mauve. L'apex est également généralement violet. Les verticilles ne sont que légèrement renflés, et les lignes de suture ne sont pas profondément découpées. La tête et le pied de l'animal ont une couleur jaune-orangé avec des taches dorsales brunes.  
Après la mort de l'animal, le périostracum disparait et les couleurs de la coquille s'estompent.

## Habitat et comportement

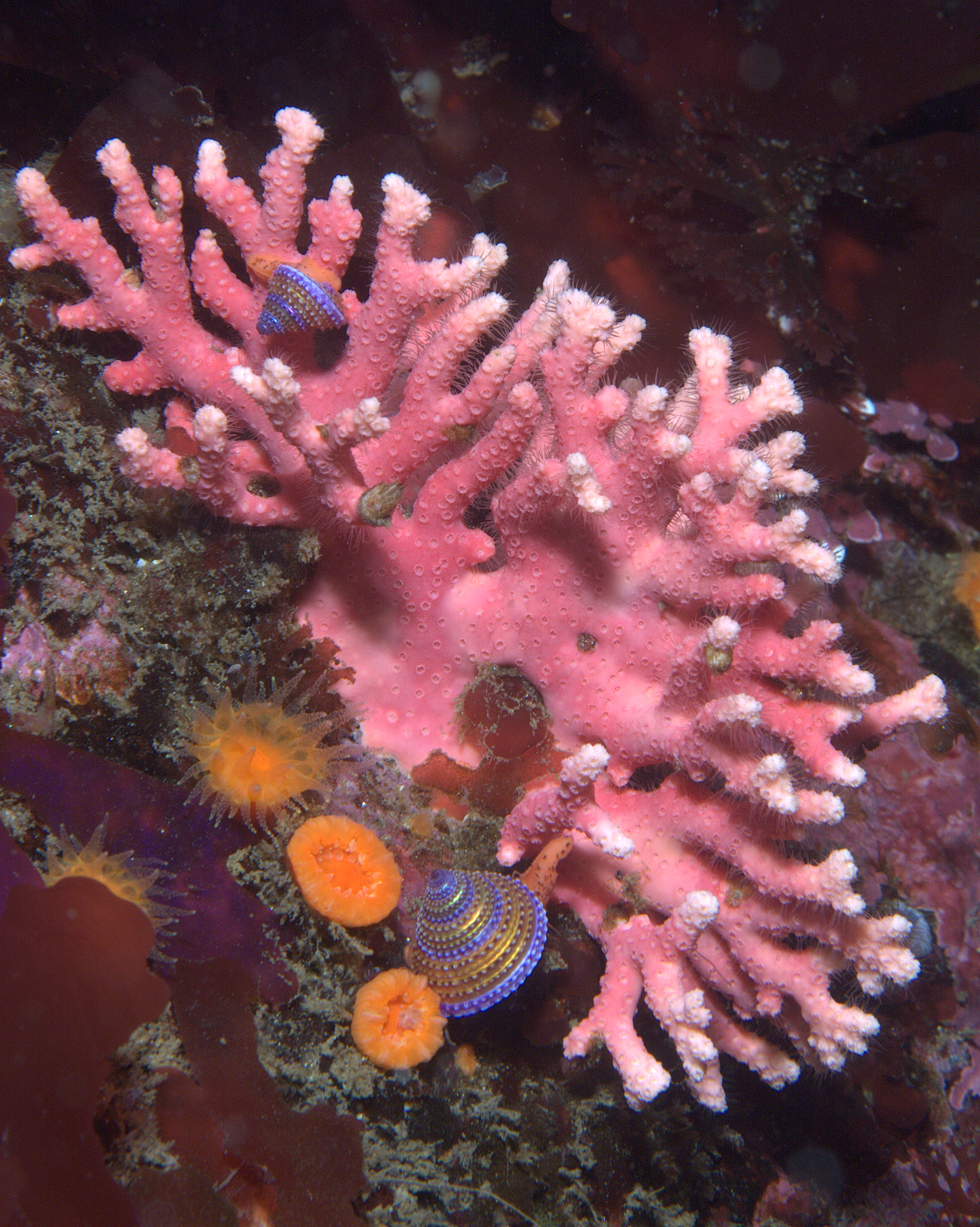
Deux spécimens de Calliostoma annulatum sur un corail

Calliostoma annulatum vit à mi-hauteur sur les frondes de varech, au-dessus de Calliostoma ligatum, qui vit près du fond, et en dessous de Calliostoma canaliculatum, qui vit dans la canopée. Chaque espèce connaît sa propre place, et si l'une d'elles est déplacée, elle revient à sa place.
Par temps clair, l'animal peut remonter sur le varech vers la surface à raison de 6 à 9 mètres en une journée.
L’escargot se nourrit du varech lui-même ou de diatomées, de bryozoaires et d'hydraires. Il peut également manger des détritus et des copépodes, voire se nourrir de poissons morts ou d'autres créatures marines.
Il peut attaquer des anémones ou des nudibranches. L’ouverture est munie de lèvres denticulées qui servent à découper les proies. Du mucus est aussi sécrété sur la coquille, ce qui peut aider à décourager la prédation.

## Zone de répartition
L'espèce est présente sur toute la côte ouest de l'Amérique du Nord depuis le sud de l'Alaska jusqu'à la Basse-Californie.